# 宮本武藏站
宮本武藏站（日语：／ Miyamoto-musashi eki */?）是一位於日本岡山縣美作市今岡、智頭急行智頭線沿線的鐵路車站。其站名源於在附近地區誕生的宮本武藏。

## 構造
面向智頭方向左側設有1面1線的側式月台。雖然該路段的鐵路線是修築在土堤之上，但月台本身是採高架設計。本站是無人車站，也沒有自動售票機等售票裝置。車站站房設在地面樓梯走上月台的位置處，可作為候車室使用，穿過之後就是站內唯一的一座月台。
地面也有等候室，設有自動販賣機和廁所。廁所分男、女、殘障人士用。

## 圖片集

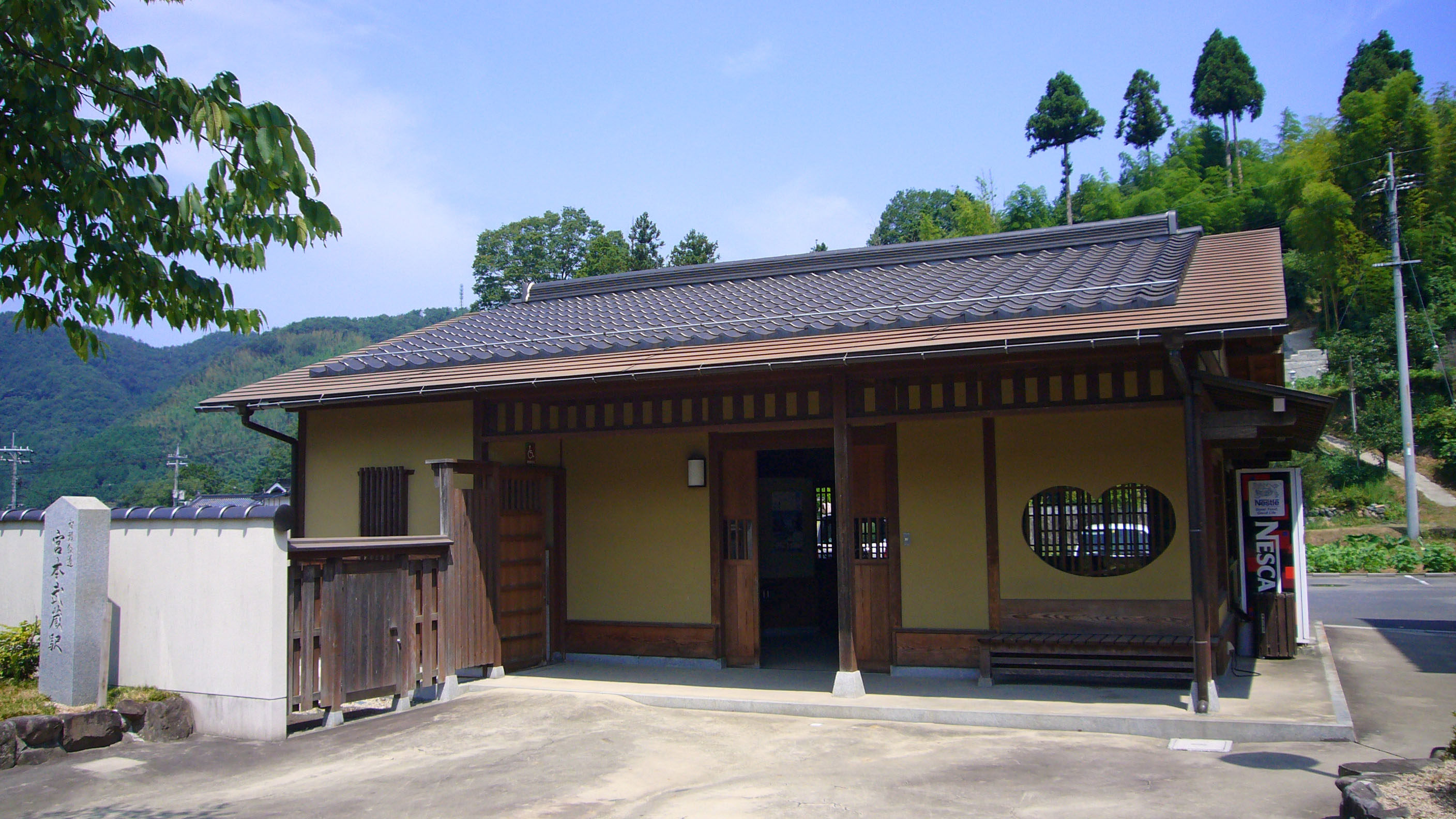
等候室外觀
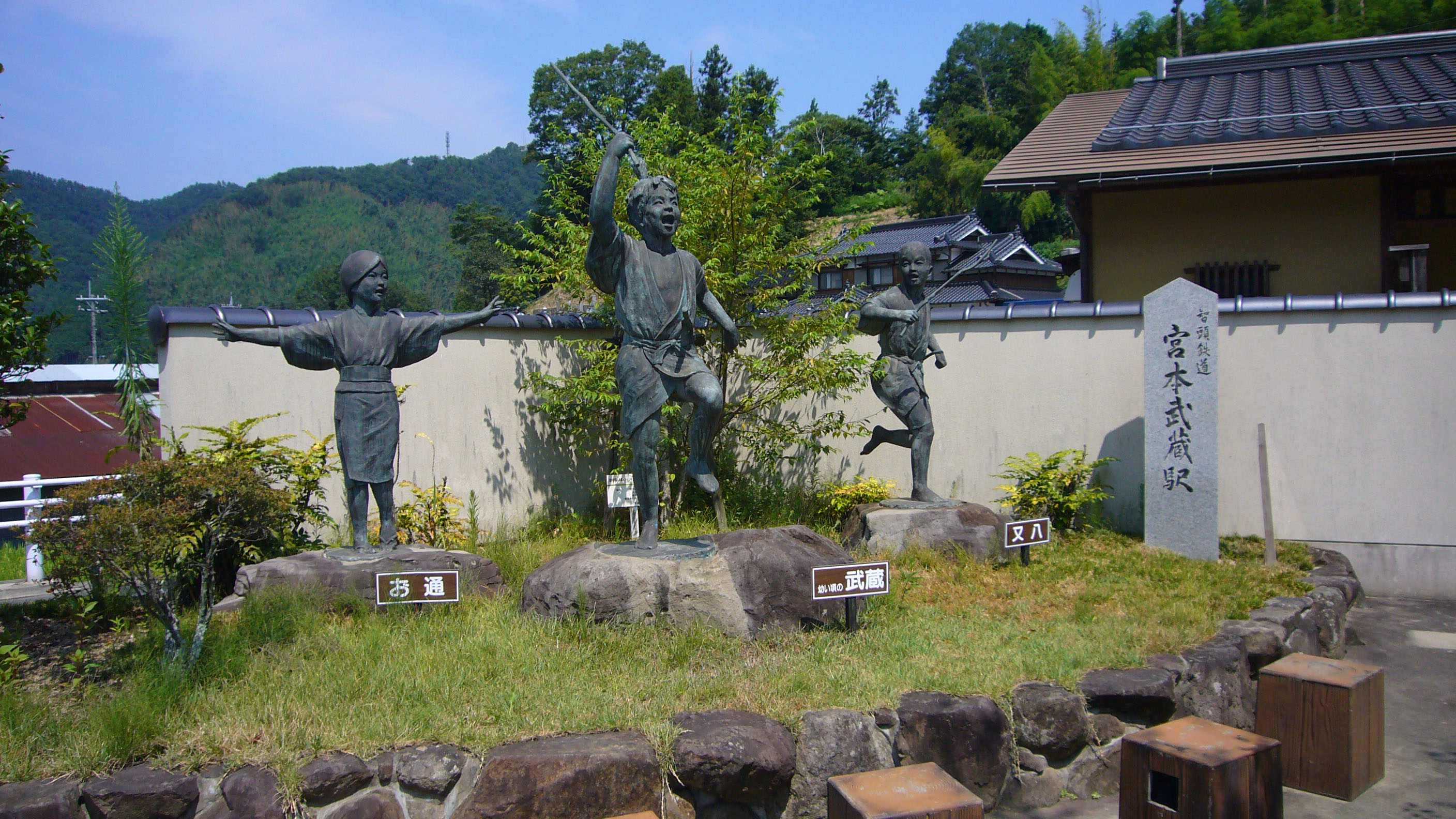
等候室前代表宮本武藏、又八與阿通（お通）三個人的「三体像」
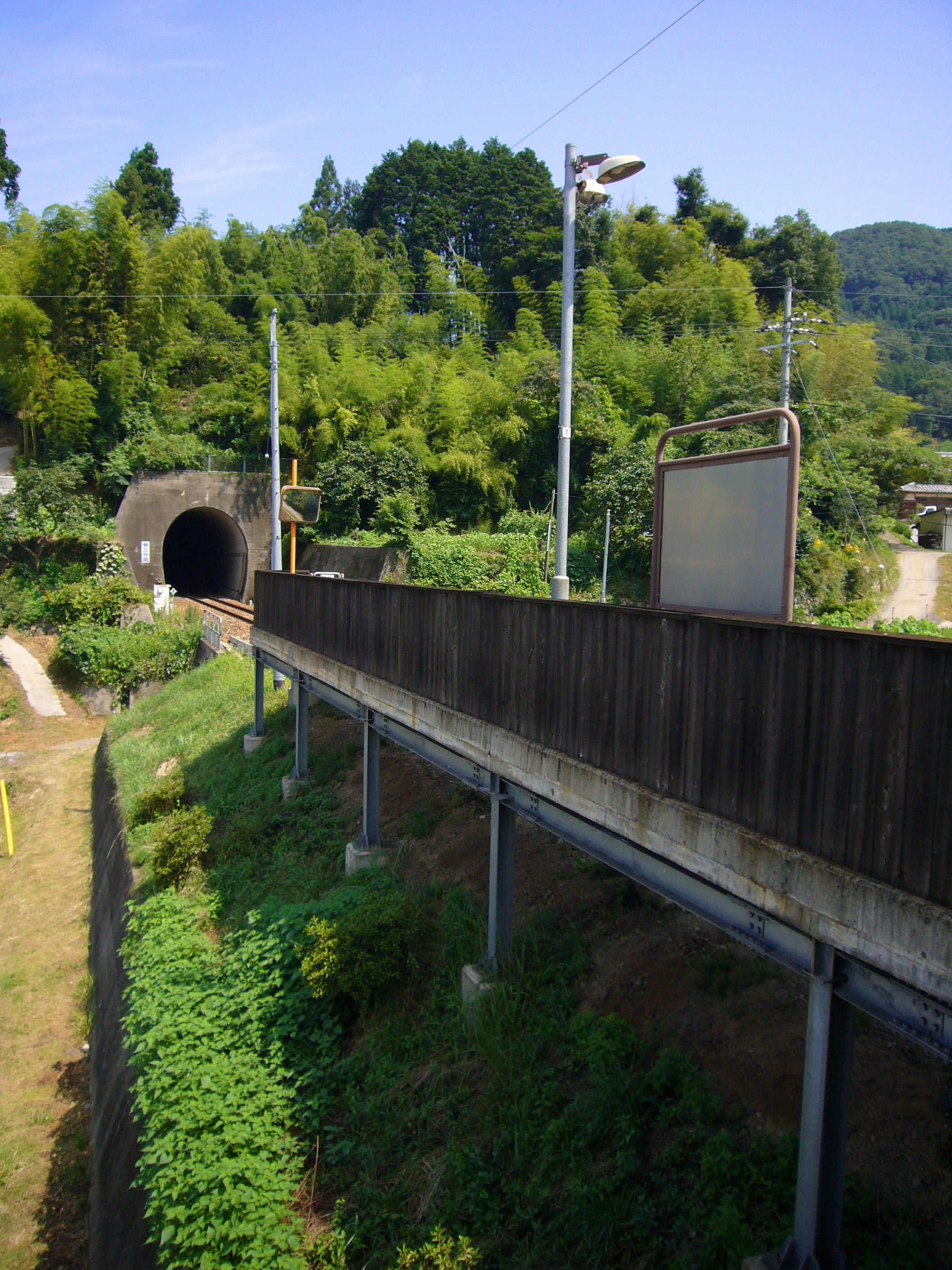
月台

## 周邊
- 武藏之里（宮本武藏誕生傳承地）
  - 五輪坊（武藏資料館、武藏道場）、武藏武道館、讃甘神社、平尾家、壱貫清水、鎌坂峠、武藏神社、
- 美作市立大原中学校
- 美作市立大原小学校
- 國道373號
- 國道429號
- 岡山縣道5號作東大原線
- 岡山縣道、兵庫縣道240號下庄佐用線

## 歷史
- 1994年12月3日 - 智頭線通車時設置。

在智頭線當初還是日本國鐵路線的時代，並沒有本站的設置計畫。一直到要接手該路線的智頭急行以第三部門企業的型態成立之後，於1987年重新啟動智頭線的修築工程時，才配合當地居民的強烈要求而決定設置。
- 2009年
  - 8月10日 - 受9號颱風所帶來的大雨侵害，列車臨時停駛。
  - 8月29日 - 智頭線普通列車全面恢復運行。

## 相鄰車站
智頭急行
智頭線
石井－宮本武藏－大原

## 外部連結
- 智頭急行 - 車站介紹（日語）